# Тямы

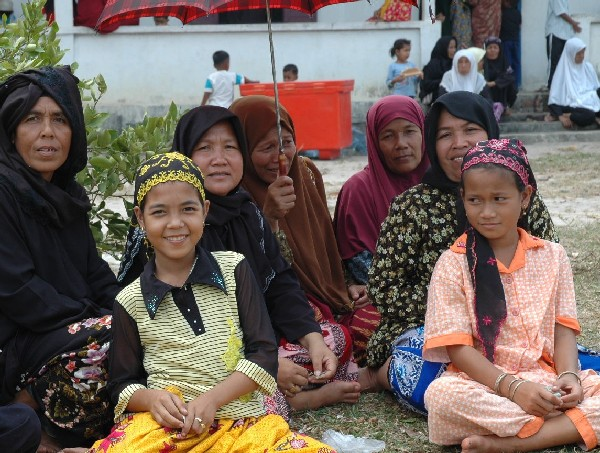
Тямы-мусульмане в Камбодже

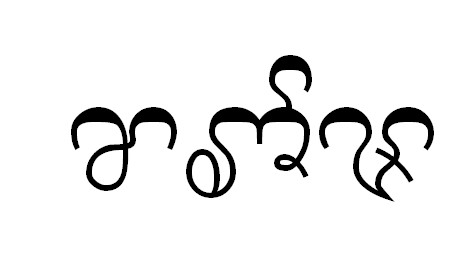
Чамы (чамское письмо)

Тя́мы, или Ча́мы (вост.-чам. ꨂꨣꩃ ꨌꩌꨛꨩ Urang Campa, вьет. người Chăm или người Chàm) — народ в Юго-Восточной Азии общей численностью 500 тыс. человек (2007). Говорят на чамских языках западнозондской зоны австронезийской языковой семьи. В современном Вьетнаме живёт около 130 000 тямов, несколько десятков тысяч осели в Камбодже, а некоторые покинули регион во время Вьетнамской войны и живут в Австралии, Канаде, Франции, США и других государствах.

## Происхождение
Вопрос о происхождении тямов не решён. Существуют две версии. Или это остатки автохтонного населения, занимавшего более широкий ареал, или это — пришельцы из Индонезии. По языку они близки малайцам, индонезийцам, австронезийским народам Тайваня и другим австронезийским народам. Считается, что вьеты, их ближайшие соседи, оттеснили их из центра на юг страны. В Камбодже живут переселенцы из Вьетнама.
Вьетнамских тямов разделяют на тхуанхайских (примерно 86 000 человек; занимают территорию нынешних провинций Ниньтхуан и Биньтхуан и исповедуют местную форму индуизма и местную сильно изменённую разновидность ислама), тям-хрой (около 20 000, Фуйен и Биньдинь, также индуисты) и меконгских (12 000 человек, преимущественно Анзянг; исповедуют суннитский ислам). Тямы Ниньтхуана перестали заниматься мореходством, они живут в отдалении от берега и перешли к рисоводству и выращиванию винограда.

## История
Предположительно тямы связаны с культурой Са-Хюинь, существовавшей на территории Вьетнама и Лаоса в 1000—200 гг. до н. э.
Наиболее значительная страница истории тямов — существование в древности сильного государства Чампа (Тямпа); синонимы — Линьи, Ламап (7 в.), Хуанван, Хоангвыонгкуок (8 в.), Чжаньчэн, Тиемтхань (11 в.). В тот период оно было проводником индийской культуры в здешнем регионе. Чампа вела войны с родственными народами горных тямов, которые в последующий период, напротив, стали его опорой. Позже тямы воевали с соседними вьетами и кхмерами, а также с монголами. Государство обладало высокой культурой и собственной оригинальной письменностью. В 15 в. большая часть государства была захвачена вьетнамцами, однако тямское княжество Пандуранга существовало вплоть до начала 19 в.
В годы правления в Камбодже «красных кхмеров» тямы в Камбодже были почти полностью уничтожены, поскольку все они являлись мусульманами; формальным поводом к геноциду стало то, что незнание кхмерского языка было объявлено преступлением.

## Хозяйство и быт

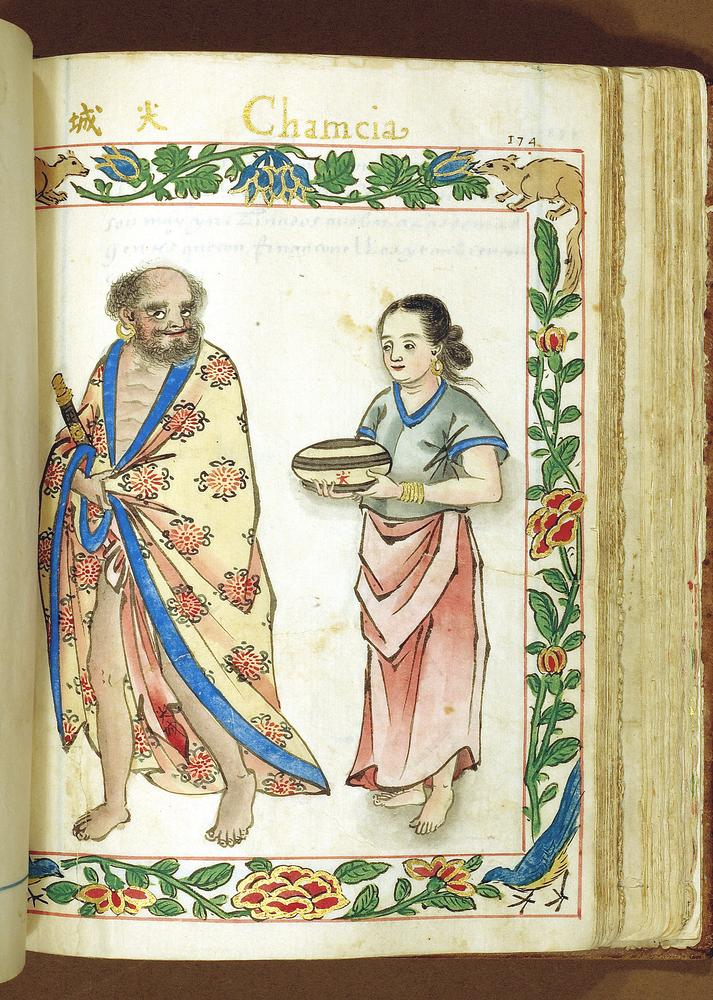
Знатные тямы в Маниле. Миниатюра «Кодекса [Чарльза] Боксера» (1590)

Основа хозяйства — поливное рисосеяние, но разводят также коз, кур, уток. Распространено рыболовство. В прошлом тямы были опытными мореходами, теперь ограничиваются речной и прибрежной ловлей рыбы. В земледелии используется буйвол. Тямы-индуисты традиционно не употребляли его мясо.
Селения тямы строят чаще всего вдоль рек, придерживаются линейной планировки, деревни насчитывают до 300 домов. Традиционный дом чаще свайный, с четырёхскатной крышей, которая кроется соломой или черепицей. Стены обшиваются досками. Окна — круглые. Внутри дом делится на 4-5 комнат перегородками, из них 2-3 комнаты для женщин. Кухня и другие хозяйственные постройки — отдельно. Из вещей в доме находятся стол, топчан, ткацкий станок, веретено, посуда, рыболовные и охотничьи принадлежности. В зажиточных семьях есть европейская мебель. Вход обычно один — с фасада.
Ремесла не уступают вьетским. Изготовляют хлопчатобумажные и шёлковые ткани. Саронги тямов покупают вьеты и кхмеры. В рыбной ловле применяют сети (лыой тха). Торгуют также копчёной рыбой. Одежда традиционная — саронг, сверху — узкий халат с рукавами, на голове — тюрбан, у женщин. Перенимают вьетские фасоны. Женщины носят стеклянные украшения, причесок не делают, предпочитают свободно распускать волосы. Мужчины носят усы и бороды, волосы собирают на затылке в пучок. Пища тямов не отличается от вьетской. Это — рис, овощи, рыба и мясо с приправами.

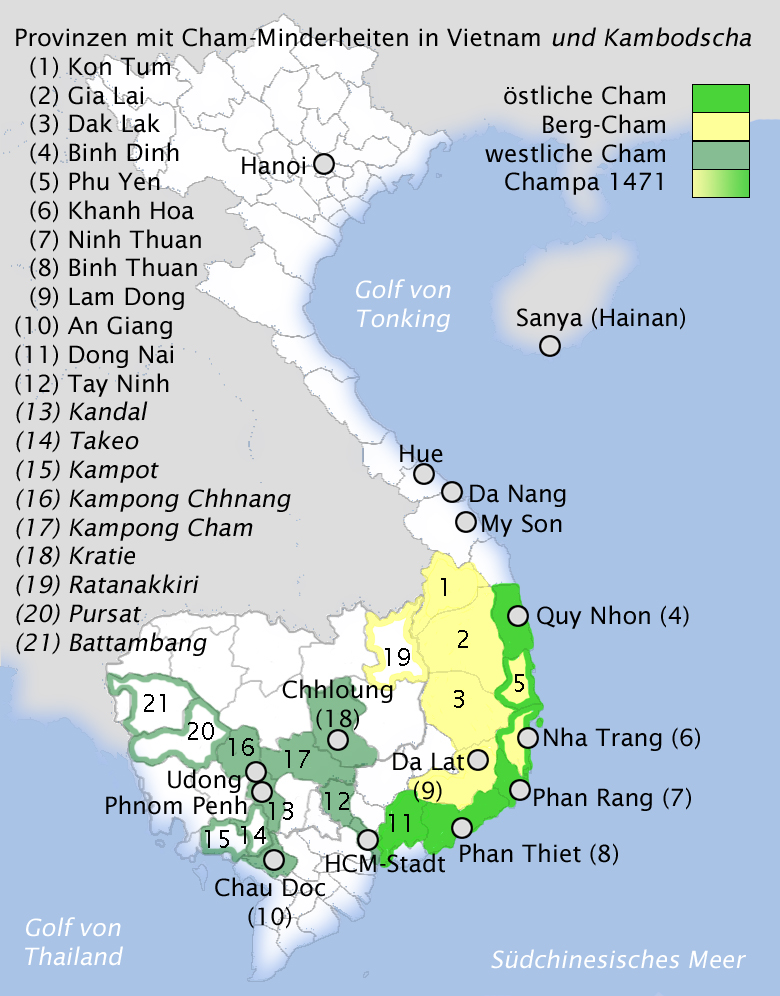
Тямы во Вьетнаме и Камбодже

## Ареал
Во Вьетнаме тямы населяют долины в районе Фанранг-Тхаптяма (провинция Ниньтхуан), Фанри, Туйфона, равнины провинции Фантхьет, численность — 127 тыс. В Камбодже они живут вдоль дороги от Тайниня до Кампонгтяма, 317 тыс. чел. В Таиланде — 4000.

## Социальные отношения
Тямы отличаются чувством национального единства и поддерживают обычаи взаимопомощи. Тямы сохраняют матрилокальность и матрилинейность, даже если переходят в ислам. В большой семье главной фигурой является бабушка.

## Религия
Тямы исповедуют ислам и брахманизм. В Камбодже и Малайзии большинство исповедуют ислам, во Вьетнаме — индуизм, в Таиланде — буддизм. У брахманистов почитается Бхагавати, супруга Шивы, в честь неё построен храм в Нячанге. Существуют пережитки анимизма: вера в духов, различные табу, обряд почитания духа земли.
Тямы-мусульмане и тямы-индуисты Ниньтхуана не считают себя раздельными этническими группами: для них ислам и индуизм являются сторонами дуалистической космологической системы, включающей мужскую (индуистскую) и женскую (мусульманскую) стороны, аналогично тому как Мишон, посвящённый Шиве, считается мужским местом, а Понагар в Нячанге — женским, посвящённым одноимённой богине.

## Искусство и культура
Наиболее яркой частью культурного наследия чамов являются храмы башенного типа, каланы. Архитектурные памятники сохраняются в провинциях Куангнам (храмы Чакьеу, Мишон, Донгзыонг), Нячанг (тямские башни Понагар), в провинциях Ниньтхуан и Биньтхуан (башни Поклонггарай и Пороме). Стиль сходен со стилем строений Индии и Индонезии.
Богато поэтическое, песенное, танцевальное наследие. Известные произведения — несколько хикаятов (акаятов), предания о правителе-герое Те Бонг Нга, поэмы Чам-Бани, Бани-Чам. Танцы ритуального происхождения, например, женский танец вееров, мужской танец огня. В культуре тямы оказали и оказывают заметное влияние на вьетов.

## Горные тямы
Горные тямы — в советской этнографии — все мон-кхмерские народы, кроме собственно кхмеров, родственны тямам по языку (говорят на мон-кхмерских или чамских языках) и происхождению. Населяют плато Контум на юге Вьетнама. Общая численность — 500 тыс. человек. Это — зярай (джарай, 160 тыс.), эде (раде, 148 тыс.), а также раглай (рай), тюру (15 тыс.), ноанг, бих и тямхрой (10 тыс.). Частично пересекаются с тхыонгами (горными народами плоскогорья Тэйнгуен).
Занятие — подсечно-огневое земледелие, охота, отлов и приручение слонов, речное рыболовство и собирательство. В древности у них была теократия. В культуре имеют много общего с тямами.